# Roggenkornschnecke
Die Roggenkornschnecke (Abida secale) ist eine landlebende Schneckenart aus der Familie der Kornschnecken (Chondrinidae).

## Merkmale
Das Gehäuse ist walzenförmig mit 8,5 bis 10 (selten 11 und mehr) schwach gewölbte Windungen. Es ist 6 bis 8,5 mm (max. 11 mm) hoch und misst 2,3 bis 2,8 mm in der Dicke. Das Gehäuse ist bauchig, d. h. die größte Dicke wird etwa auf der Hälfte der Gehäusehöhe erreicht, etwa nach 6 bis 7 Windungen. Allerdings ist die genaue Form sehr variabel, auch das Höhen-Dicken-Verhältnis. Das führte zur Ausscheidung zahlreicher lokaler Rassen und Formen. Die Schale ist braun bis rötlichbraun und im frischen Zustand durchscheinend. Die Oberfläche ist regelmäßig fein gerippt. Diese Streifung ist oft auf den beiden letzten Umgängen weniger deutlich entwickelt. Bei Jungtieren ist das Gehäuse oft mit Schmutz und Gesteinsstaub bedeckt.
Die Mündung ist leicht elliptisch, etwas höher als breit. Der durch eine Lippe verdickte Rand ist umgeschlagen, aber in der Parietalregion unterbrochen. In die Mündung ragen bis zu neun "Zähne" und ein parietaler Callus hinein; der Angularzahn ist dabei kräftiger als der Parietalzahn ausgebildet. Die drei kräftigen Palatalfalten (-zähne) sind lang und auch von außen als Streifen zu sehen. Suprapalatal liegt tief in der Mündung ein kleiner Zahn, ein lamellenartiger tief in die
Mündung reichender Angularzahn. Zwischen dem Angularzahn und dem Mündungsrand befindet sich subangular ein kleinerer kurzer Zahn, parietal ein ebenfalls kleinerer Zahn sowie ein kräftiger Columellarzahn, der wesentlich größer als der Infracolumellarzahn ist. Auch basal kann ein schmaler, kleiner Zahn vorhanden sein. Die Mündung ist innen braun gefärbt. Der Nabel ist offen; es ist kein Nackenwulst vorhanden.

## Geographisches Vorkommen und Lebensraum
Das Verbreitungsgebiet der Roggenkornschnecke erstreckt sich von England (nördlich bis Cumbria) und Spanien (Katalonien und Pyrenäen) im Westen über Frankreich, Belgien, Deutschland, die Schweiz und Österreich bis nach Tschechien und der Slowakei. In Deutschland kommt die Art nur im Süden (Alpenvorland) und Südwesten (Oberrheingebiet, Neckarbergland) sowie nördlich bis zu einer Linie Weserbergland, Teutoburger Wald/Eggegebirge vor, im Osten bis Thüringen.
Die Roggenkornschnecke lebt auf sonnenbeschienenen Felsen und Felsgeröll im Wald, aber auch auf freien Flächen wie Trockenrasen. In Frankreich sind auch Vorkommen auf trockenen, sonnigen und steinfreien Wiesen bekannt. Sie ist nur in Gebieten mit kalkhaltigem Untergrund zu finden. Sie überwintert an Standorten mit Felsen und Felsgeröll unter abgestorbenen Pflanzenteilen. In der Schweiz kann die Art bis in 2700 m über NN vorkommen.

## Lebensweise
Die Roggenkornschnecke kriecht aber nicht nur auf den Steinen herum, sondern auch an Pflanzenstängeln und sogar Bäumen. Sie weidet Algen und Flechten ab, die mit Hilfe der Radula abgeraspelt werden.

## Systematik
Die Art scheint derzeit in rascher Evolution begriffen. Derzeit werden folgende Unterarten unterschieden:
- Abida secale affinis (Rossmassler, 1839)
- Abida secale andorrensis (Bourguignat, 1863)
- Abida secale bofilli (Fagot, 1884)
- Abida secale boileausiana (Kuster, 1845)
- Abida secale brauniopsis Altimira, 1963
- Abida secale brongersmai E. Gittenberger, 1973
- Abida secale cadica (Westerlund, 1902)
- Abida secale cadiensis E. Gittenberger, 1973
- Abida secale ionicae Kokshoorn & E. Gittenberger, 2010
- Abida secale lilietensis (Bofill, 1886)
- Abida secale margaridae Bech, 1993
- Abida secale meridionalis Martínez-Ortí, Gómez & Faci, 2004[2]
- Abida secale merijni Kokshoorn & E. Gittenberger, 2010
- Abida secale petersi Kokshoorn & E. Gittenberger, 2010
- Abida secale saxicola (Moquin-Tandon, 1843)
- Abida secale secale (Draparnaud, 1801)
- Abida secale tuxensis (Westerlund, 1902)
- Abida secale vilellai Kokshoorn & E. Gittenberger, 2010

## Gefährdung
Die Roggenkornschnecke ist vor allem in England durch die Zerstörung von Habitaten gefährdet, etwa durch intensive Waldbewirtschaftung. In Deutschland und Österreich ist sie jedoch noch wenig gefährdet. Nach der Einschätzung der International Union for Conservation of Nature and Natural Resources (IUCN) ist die Art insgesamt gesehen nicht gefährdet.

### Online
- AnimalBase - Abida secale